# Chileens constitutioneel referendum 1989

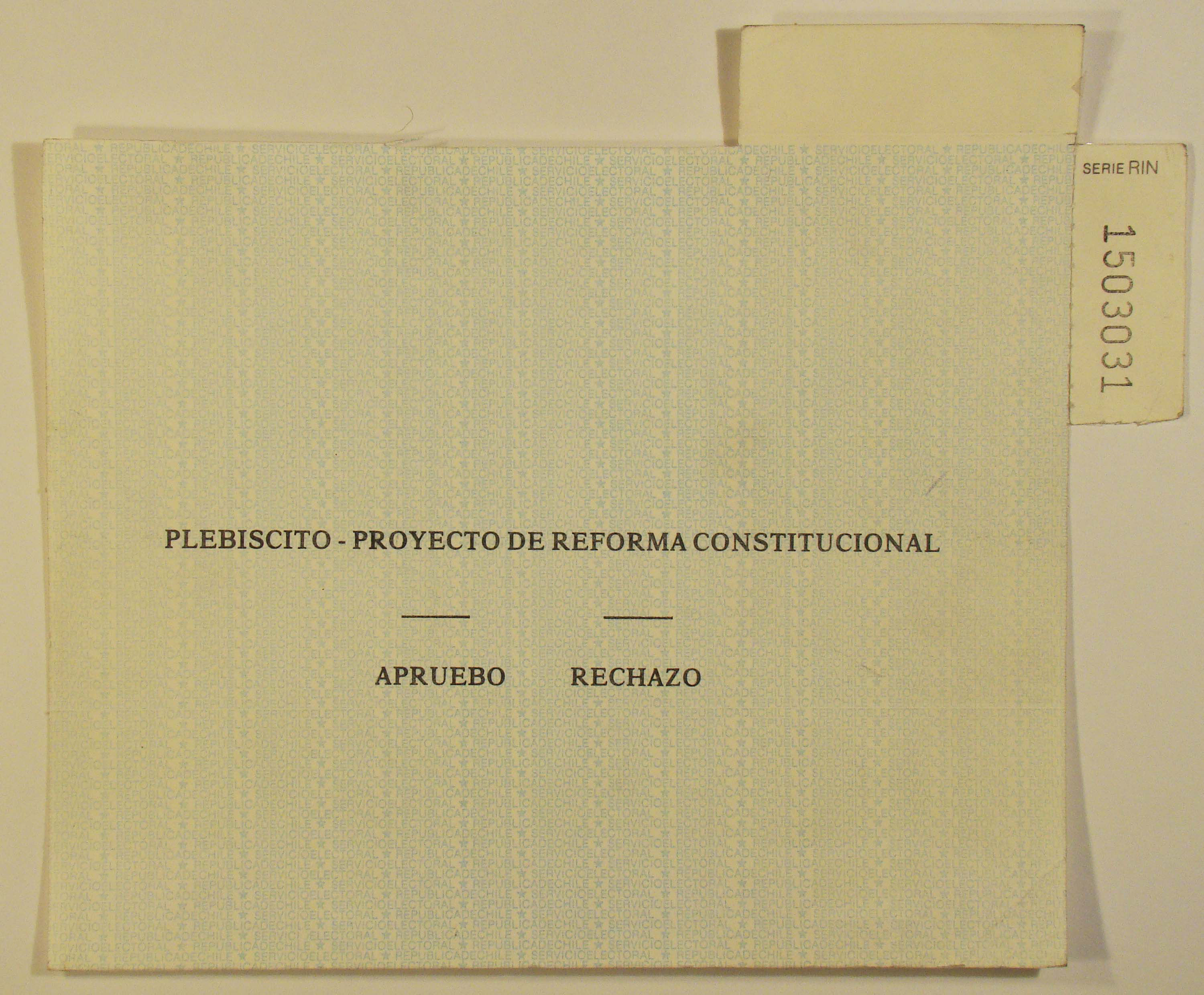
Het stembiljet dat tijdens het referendum van 1989 werd gebruikt

Een constitutioneel referendum vond op 30 juli 1989 in Chili plaats. De voorgestelde veranderingen aan de grondwet werden met ruim 91% aangenomen.
Het referendum kwam er op initiatief van de regering van dictator Augusto Pinochet en gold als een vervolg op het referendum van een jaar eerder toen de overgrote meerderheid van Chileense kiesgerechtigden zich uitsprak voor het herstel van de democratie.

## Resultaten
| Chileens referendum van 1989     | Chileens referendum van 1989 | Chileens referendum van 1989 |
| Uitslag                          | Uitslag                      | Uitslag                      |
|                                  | stemmen                      | percentage                   |
| -------------------------------- | ---------------------------- | ---------------------------- |
| Voor                             | 6.069.449                    | 91,25%                       |
| Tegen                            | 581.605                      | 8,74%                        |
| Geldig uitgebrachte stemmen      | 6.651.054                    | 93,91%                       |
| Ongeldig uitgebrachte stemmen    | 324.283                      | 4,58%                        |
| Blanco stemmen                   | 106.747                      | 1,51%                        |
| Totaal                           | 7.082.084                    | 100%                         |
| Geregistreerde stemmers/ opkomst | 7.556.613                    | 93,73%                       |

## Nasleep
De uitslag van het referendum maakte de weg vrij voor presidentsverkiezingen op 14 december 1989. Ook werd het verbod op linkse partijen opgeheven en werd in overleg met de politieke partijen besloten om tegelijk met de presidentsverkiezingen ook parlementsverkiezingen te houden. De presidents- en parlementsverkiezingen maakten uiteindelijk een einde aan de meer dan vijftien jaar durende (militaire) dictatuur.